# D-кварк
d-кварк или нижний (также нейтронный) (англ. down) кварк, принадлежит к первому поколению фундаментальных фермионов, имеет заряд −(1/3)e. Вместе с u-кварками d-кварки образуют нуклоны (протоны и нейтроны), которые являются основными составляющими атомного ядра. Протон состоит из двух u-кварков и одного d-кварка, а нейтрон — из одного u-кварка и двух d-кварков.

## Квантовые числа
Спин d-кварка равен 1/2, чётность положительна. Проекции изоспина и слабого изоспина равны −1/2 (знак противоположен u-кварку). Барионное число равно +1/3; а лептонное число, странность, очарование, истинность и красота равны 0. Как и другие кварки, d-кварк несёт один из трёх цветовых зарядов (условно называемые красным, синим и зелёным).

## Масса
Масса d-кварка, по данным от 2023 года, составляет 4,67+0,48
−0,17 МэВ, он второй по лёгкости среди кварков после u-кварка.

## История
Существование d-кварков впервые было предсказано в 1964 г., когда Гелл-Манн и Цвейг разработали кварковую модель. Первые экспериментальные доказательства были получены в экспериментах по глубоко неупругому рассеянию в SLAC в 1967 г.

## Адроны, содержащие d-кварк
- Мезоны:
  - Заряженные пионы {\displaystyle (\pi ^{\pm })} содержат d-кварк и u-антикварк (или наоборот), а нейтральный пион {\displaystyle (\pi ^{0})} линейную комбинацию d-кварка и d-антикварка и u-кварка и u-антикварка (как и более тяжёлые ρ- и ω-мезоны, см. ниже)
  - Нейтральные каоны {\displaystyle (K^{0},\,{\bar {K}}^{0})} содержат один d-кварк или один d-антикварк.
  - Мезоны η и η', не имеющие аромата, являются линейной комбинацией нескольких кварк-антикварковых пар, в том числе и d-кварка и d-антикварка.
  - ρ±-мезоны имеют тот же состав, что и заряженные пионы, только их спин равен 1, а не 0.
  - Нейтральные B-мезоны {\displaystyle (B^{0},\,{\bar {B}}^{0})} и заряженные D± мезоны содержат d-кварки и d-антикварки.

- Барионы:
  - Нейтрон (n) содержит два d-кварка, а протон (p) — один.
  - Положительный, нейтральный и отрицательный дельта-барионы (Δ+, Δ0, Δ−) содержат один, два и три d-кварка соответственно.
  - Нейтральная лямбда-частица (Λ0) содержит один d-кварк. Очарованная положительная лямбда-частица (Λ+c) аналогично.
  - Нейтральная сигма-частица (Σ0) и отрицательная сигма-частица (Σ−) содержат один и два d-кварка соответственно.
  - Отрицательная кси-частица (Ξ−) и очарованная нейтральная кси-частица (Ξ0c) содержат d-кварк.
  - Античастицы вышеупомянутых барионов содержат d-антикварк.